# 丹所春太郎
丹所 春太郎（たんどころ はるたろう、1866年 - 1911年）は、明治期の千葉県の潜水夫。
潜水病の予防と治療法に尽力し、ふかし療法と呼ばれる減圧療法を開発した。

## 略歴
明治18年（1885年）、春太郎は静岡県から川津（勝浦市）に移り住んだ。当時川津では潜水病が流行っており、この病にかかると治療法は無かった。この状況を悲観した春太郎は病気を治す研究に没頭。そして自らも潜るなどして研究を重ね、潜水病と水圧や水面に出てくる時の速度との関係に気が付いた 。
また潜水病にかかってしまった人もすぐに海に入りゆっくり螺旋を描きながら回ることで治すことが出来ることも解明し、この療法はふかせ療法と名付けられた。夷隅潜水夫組合は、彼の偉大な業績をたたえ、津慶寺に記念像を建てた。